# Pterostylis
Pterostylis je rod trajnica smješten u vlastiti podtribis Pterostylidinae, dio tribusa Cranichideae. Vrste roda Pterostylis su kaćunovke rasprostranjene od Moluka do jugozapadnog Pacifika, uključujući Australiju i Novi Zeland.

## Vrste
1. Pterostylis abrupta D.L.Jones
2. Pterostylis aciculiformis (Nicholls) M.A.Clem. & D.L.Jones
3. Pterostylis actites (D.L.Jones & C.J.French) D.L.Jones & C.J.French
4. Pterostylis acuminata R.Br.
5. Pterostylis × aenigma D.L.Jones & M.A.Clem.
6. Pterostylis aestiva D.L.Jones
7. Pterostylis agathicola D.L.Jones, Molloy & M.A.Clem.
8. Pterostylis agrestis (D.L.Jones) G.N.Backh.
9. Pterostylis alata (Labill.) Rchb.f.
10. Pterostylis allantoidea R.S.Rogers
11. Pterostylis alobula (Hatch) L.B.Moore
12. Pterostylis alpina R.S.Rogers
13. Pterostylis alveata Garnet
14. Pterostylis amabilis (D.L.Jones & L.M.Copel.) D.L.Jones
15. Pterostylis ampliata (D.L.Jones) D.L.Jones
16. Pterostylis anaclasta (D.L.Jones) Janes & Duretto
17. Pterostylis anatona D.L.Jones
18. Pterostylis aneba D.L.Jones
19. Pterostylis angulata (D.L.Jones & C.J.French) D.L.Jones & C.J.French
20. Pterostylis angusta A.S.George
21. Pterostylis antennifera (D.L.Jones) D.L.Jones
22. Pterostylis aphylla Lindl.
23. Pterostylis aquilonia D.L.Jones & B.Gray
24. Pterostylis arbuscula (D.L.Jones & C.J.French) D.L.Jones & C.J.French
25. Pterostylis arenicola M.A.Clem. & J.Stewart
26. Pterostylis areolata Petrie
27. Pterostylis aspera D.L.Jones & M.A.Clem.
28. Pterostylis atrans D.L.Jones
29. Pterostylis atriola D.L.Jones
30. Pterostylis atrosanguinea (D.L.Jones & C.J.French) D.L.Jones & C.J.French
31. Pterostylis auriculata Colenso
32. Pterostylis australis Hook.f.
33. Pterostylis banksii R.Br. ex A.Cunn.
34. Pterostylis baptistii Fitzg.
35. Pterostylis barbata Lindl.
36. Pterostylis barringtonensis (D.L.Jones) G.N.Backh.
37. Pterostylis basaltica D.L.Jones & M.A.Clem.
38. Pterostylis bicolor M.A.Clem. & D.L.Jones
39. Pterostylis bicornis D.L.Jones & M.A.Clem.
40. Pterostylis biseta Blackmore & Clemesha
41. Pterostylis boormanii Rupp
42. Pterostylis borealis (D.L.Jones) D.L.Jones
43. Pterostylis bracteatus (D.L.Jones & R.J.Bates) J.M.H.Shaw
44. Pterostylis brevichila D.L.Jones & C.J.French
45. Pterostylis brevisepala (D.L.Jones & C.J.French) D.L.Jones & C.J.French
46. Pterostylis brinsleyi (D.L.Jones) J.M.H.Shaw
47. Pterostylis brumalis L.B.Moore
48. Pterostylis brunneola D.L.Jones & C.J.French
49. Pterostylis bryophila D.L.Jones
50. Pterostylis bureaviana Schltr.
51. Pterostylis calceolus M.A.Clem.
52. Pterostylis caligna M.T.Mathieson
53. Pterostylis cardiostigma D.Cooper
54. Pterostylis caulescens L.O.Williams
55. Pterostylis cernua D.L.Jones, Molloy & M.A.Clem.
56. Pterostylis chaetophora M.A.Clem. & D.L.Jones
57. Pterostylis cheraphila D.L.Jones & M.A.Clem.
58. Pterostylis chlorogramma D.L.Jones & M.A.Clem.
59. Pterostylis chocolatina (D.L.Jones) G.N.Backh.
60. Pterostylis ciliata M.A.Clem. & D.L.Jones
61. Pterostylis clavigera Fitzg.
62. Pterostylis clivicola (D.L.Jones) G.N.Backh.
63. Pterostylis clivosa (D.L.Jones) D.L.Jones
64. Pterostylis cobarensis M.A.Clem.
65. Pterostylis coccina Fitzg.
66. Pterostylis collina (Rupp) M.A.Clem. & D.L.Jones
67. Pterostylis commutata D.L.Jones
68. Pterostylis concava D.L.Jones & M.A.Clem.
69. Pterostylis concinna R.Br.
70. Pterostylis conferta (D.L.Jones) G.N.Backh.
71. Pterostylis × conoglossa Upton
72. Pterostylis corpulenta (D.L.Jones) D.L.Jones
73. Pterostylis crassa (D.L.Jones) G.N.Backh.
74. Pterostylis crassicaulis (D.L.Jones & M.A.Clem.) G.N.Backh.
75. Pterostylis crassichila D.L.Jones
76. Pterostylis crebra (D.L.Jones) D.L.Jones
77. Pterostylis crebriflora (D.L.Jones & C.J.French) D.L.Jones & C.J.French
78. Pterostylis crispula (D.L.Jones & C.J.French) D.L.Jones & C.J.French
79. Pterostylis cucullata R.Br.
80. Pterostylis curta R.Br.
81. Pterostylis cycnocephala Fitzg.
82. Pterostylis daintreana F.Muell. ex Benth.
83. Pterostylis decurva R.S.Rogers
84. Pterostylis depauperata F.M.Bailey
85. Pterostylis despectans (Nicholls) M.A.Clem. & D.L.Jones
86. Pterostylis dilatata A.S.George
87. Pterostylis diminuta (D.L.Jones) G.N.Backh.
88. Pterostylis divaricata (D.L.Jones & L.M.Copel.) L.M.Copel. & D.L.Jones
89. Pterostylis diversiflora (R.J.Bates) J.M.H.Shaw
90. Pterostylis dolichochila D.L.Jones & M.A.Clem.
91. Pterostylis dubia R.Br.
92. Pterostylis echinulata D.L.Jones & C.J.French
93. Pterostylis ectypha (D.L.Jones & C.J.French) D.L.Jones & C.J.French
94. Pterostylis elegans D.L.Jones
95. Pterostylis elegantissima (D.L.Jones & C.J.French) D.L.Jones
96. Pterostylis erecta T.E.Hunt
97. Pterostylis eremaea (D.L.Jones & C.J.French) D.L.Jones & C.J.French
98. Pterostylis erubescens D.L.Jones & C.J.French
99. Pterostylis erythroconcha M.A.Clem. & D.L.Jones
100. Pterostylis exalla (D.L.Jones) G.N.Backh.
101. Pterostylis excelsa M.A.Clem.
102. Pterostylis exquisita (D.L.Jones) D.L.Jones
103. Pterostylis exserta (D.L.Jones & C.J.French) D.L.Jones
104. Pterostylis extensa (D.L.Jones) D.L.Jones
105. Pterostylis extranea (D.L.Jones) Janes & Duretto
106. Pterostylis faceta (D.L.Jones, C.J.French & M.A.Clem.) D.L.Jones & C.J.French
107. Pterostylis falcata R.S.Rogers
108. Pterostylis ferruginea (D.L.Jones) G.N.Backh.
109. Pterostylis fischii Nicholls
110. Pterostylis flavovirens (D.L.Jones) R.J.Bates
111. Pterostylis foliacea (D.L.Jones) D.L.Jones
112. Pterostylis foliata Hook.f.
113. Pterostylis frenchii (D.L.Jones) A.P.Br.
114. Pterostylis fuliginosa (D.L.Jones & C.J.French) D.L.Jones & C.J.French
115. Pterostylis furcata Lindl.
116. Pterostylis × furcillata Rupp
117. Pterostylis furva (D.L.Jones) D.L.Jones
118. Pterostylis galgula (D.L.Jones & C.J.French) D.L.Jones & C.J.French
119. Pterostylis gibbosa R.Br.
120. Pterostylis glebosa D.L.Jones & C.J.French
121. Pterostylis glyphida (D.L.Jones) G.N.Backh.
122. Pterostylis gracilis Nicholls
123. Pterostylis gracillima (D.L.Jones & C.J.French) D.L.Jones & C.J.French
124. Pterostylis graminea Hook.f.
125. Pterostylis grandiflora R.Br.
126. Pterostylis grossa (D.L.Jones & C.J.French) D.L.Jones & C.J.French
127. Pterostylis hadra (D.L.Jones & C.J.French) D.L.Jones
128. Pterostylis hamata Blackmore & Clemesha
129. Pterostylis hamiltonii Nicholls
130. Pterostylis heberlei (D.L.Jones & C.J.French) D.L.Jones & C.J.French
131. Pterostylis hians D.L.Jones
132. Pterostylis hildae Nicholls
133. Pterostylis hispidula Fitzg.
134. Pterostylis humilis R.S.Rogers
135. Pterostylis incognita (D.L.Jones) G.N.Backh.
136. Pterostylis × ingens (Rupp) D.L.Jones
137. Pterostylis insectifera M.A.Clem.
138. Pterostylis irsoniana Hatch
139. Pterostylis irwinii D.L.Jones, Molloy & M.A.Clem.
140. Pterostylis jacksonii D.L.Jones & C.J.French
141. Pterostylis jonesii G.N.Backh.
142. Pterostylis karri D.L.Jones & C.J.French
143. Pterostylis laxa Blackmore
144. Pterostylis lepida (D.L.Jones) G.N.Backh.
145. Pterostylis leptochila M.A.Clem. & D.L.Jones
146. Pterostylis limbatus (D.L.Jones & R.J.Bates) J.M.H.Shaw
147. Pterostylis lineata (D.L.Jones) G.N.Backh.
148. Pterostylis lingua M.A.Clem.
149. Pterostylis littoralis (D.L.Jones) R.J.Bates
150. Pterostylis loganii (D.L.Jones) G.N.Backh.
151. Pterostylis longicornis (D.L.Jones & C.J.French) D.L.Jones & C.J.French
152. Pterostylis longicurva Rupp
153. Pterostylis longifolia R.Br.
154. Pterostylis longipetala Rupp
155. Pterostylis lortensis D.L.Jones & C.J.French
156. Pterostylis lustra D.L.Jones
157. Pterostylis macilenta (D.L.Jones) G.N.Backh.
158. Pterostylis macrocalymma M.A.Clem. & D.L.Jones
159. Pterostylis macrosceles (D.L.Jones & C.J.French) D.L.Jones
160. Pterostylis macrosepala (D.L.Jones) G.N.Backh.
161. Pterostylis major (D.L.Jones) G.N.Backh.
162. Pterostylis maxima M.A.Clem. & D.L.Jones
163. Pterostylis melagramma D.L.Jones
164. Pterostylis meridionalis (D.L.Jones & C.J.French) D.L.Jones & C.J.French
165. Pterostylis metcalfei D.L.Jones
166. Pterostylis microglossa D.L.Jones & C.J.French
167. Pterostylis micromega Hook.f.
168. Pterostylis microphylla D.L.Jones & C.J.French
169. Pterostylis mirabilis (D.L.Jones) R.J.Bates
170. Pterostylis mitchellii Lindl.
171. Pterostylis montana Hatch
172. Pterostylis monticola D.L.Jones
173. Pterostylis multiflora (D.L.Jones) G.N.Backh.
174. Pterostylis multisignata (D.L.Jones) D.L.Jones
175. Pterostylis mutica R.Br.
176. Pterostylis mystacina (D.L.Jones) Janes & Duretto
177. Pterostylis nana R.Br.
178. Pterostylis nichollsiana (D.L.Jones) D.L.Jones
179. Pterostylis nigricans D.L.Jones & M.A.Clem.
180. Pterostylis nutans R.Br.
181. Pterostylis oblonga D.L.Jones
182. Pterostylis obtusa R.Br.
183. Pterostylis oliveri Petrie
184. Pterostylis ophioglossa R.Br.
185. Pterostylis orbiculata (D.L.Jones & C.J.French) D.L.Jones & C.J.French
186. Pterostylis oreophila Clemesha
187. Pterostylis ovata M.A.Clem.
188. Pterostylis paludosa D.L.Jones, Molloy & M.A.Clem.
189. Pterostylis papuana Rolfe
190. Pterostylis parca (D.L.Jones) G.N.Backh.
191. Pterostylis parva D.L.Jones & C.J.French
192. Pterostylis parviflora R.Br.
193. Pterostylis patens Colenso
194. Pterostylis pearsonii (D.L.Jones) Janes & Duretto
195. Pterostylis pedina (D.L.Jones) Janes & Duretto
196. Pterostylis pedoglossa Fitzg.
197. Pterostylis pedunculata R.Br.
198. Pterostylis perculta (D.L.Jones & C.J.French) D.L.Jones
199. Pterostylis petiolata (D.L.Jones) D.L.Jones
200. Pterostylis petrosa D.L.Jones & M.A.Clem.
201. Pterostylis picta M.A.Clem.
202. Pterostylis planulata D.L.Jones & M.A.Clem.
203. Pterostylis platypetala D.L.Jones & C.J.French
204. Pterostylis plumosa Cady
205. Pterostylis porrecta D.L.Jones, Molloy & M.A.Clem.
206. Pterostylis praetermissa M.A.Clem. & D.L.Jones
207. Pterostylis prasina (D.L.Jones) G.N.Backh.
208. Pterostylis pratensis D.L.Jones
209. Pterostylis precatoria (D.L.Jones, C.J.French & M.A.Clem.) D.L.Jones & C.J.French
210. Pterostylis procera D.L.Jones & M.A.Clem.
211. Pterostylis psammophilus (D.L.Jones) R.J.Bates
212. Pterostylis puberula Hook.f.
213. Pterostylis pulchella Messmer
214. Pterostylis pusilla R.S.Rogers
215. Pterostylis pyramidalis Lindl.
216. Pterostylis × ralphcranei D.L.Jones & M.A.Clem.
217. Pterostylis readii (D.L.Jones & L.M.Copel.) D.L.Jones
218. Pterostylis recurva Benth.
219. Pterostylis reflexa R.Br.
220. Pterostylis repanda (M.A.Clem. & D.L.Jones) J.M.H.Shaw
221. Pterostylis revoluta R.Br.
222. Pterostylis riparia D.L.Jones
223. Pterostylis robusta R.S.Rogers
224. Pterostylis roensis M.A.Clem. & D.L.Jones
225. Pterostylis rogersii E.Coleman
226. Pterostylis rubenachii D.L.Jones
227. Pterostylis rubescens (D.L.Jones) G.N.Backh.
228. Pterostylis rubiginosa (D.L.Jones & L.M.Copel.) L.M.Copel. & D.L.Jones
229. Pterostylis rufa R.Br.
230. Pterostylis russellii T.E.Hunt
231. Pterostylis sanguinea D.L.Jones & M.A.Clem.
232. Pterostylis sargentii C.R.P.Andrews
233. Pterostylis saxicola D.L.Jones & M.A.Clem.
234. Pterostylis saxosa (D.L.Jones & C.J.French) D.L.Jones & C.J.French
235. Pterostylis saxum (D.L.Jones & C.J.French) D.L.Jones & C.J.French
236. Pterostylis scabra Lindl.
237. Pterostylis scabrella (D.L.Jones & C.J.French) D.L.Jones & C.J.French
238. Pterostylis scabrida Lindl.
239. Pterostylis scapula (D.L.Jones) D.L.Jones
240. Pterostylis scitula D.L.Jones & C.J.French
241. Pterostylis scoliosa D.L.Jones
242. Pterostylis serotina (D.L.Jones, C.J.French & M.A.Clem.) D.L.Jones & C.J.French
243. Pterostylis setifera M.A.Clem., Matthias & D.L.Jones
244. Pterostylis setulosa (D.L.Jones & C.J.French) D.L.Jones & C.J.French
245. Pterostylis sigmoidea (D.L.Jones & C.J.French) D.L.Jones & C.J.French
246. Pterostylis silvicultrix (F.Muell.) D.L.Jones & M.A.Clem.
247. Pterostylis simulans R.J.Bates
248. Pterostylis sinuata (D.L.Jones) Janes & Duretto
249. Pterostylis smaragdyna D.L.Jones & M.A.Clem.
250. Pterostylis spatalium J.M.H.Shaw
251. Pterostylis spathulata M.A.Clem.
252. Pterostylis spissa (D.L.Jones) G.N.Backh.
253. Pterostylis splendens D.L.Jones & M.A.Clem.
254. Pterostylis squamata R.Br.
255. Pterostylis stenochila D.L.Jones
256. Pterostylis stenosepala (D.L.Jones) G.N.Backh.
257. Pterostylis straminea (D.L.Jones) D.L.Jones
258. Pterostylis stricta Clemesha & B.Gray
259. Pterostylis subtilis D.L.Jones
260. Pterostylis tanypoda D.L.Jones, Molloy & M.A.Clem.
261. Pterostylis tasmanica D.L.Jones
262. Pterostylis taurus M.A.Clem. & D.L.Jones
263. Pterostylis telmata D.L.Jones & C.J.French
264. Pterostylis tenuicauda Kraenzl.
265. Pterostylis tenuis (D.L.Jones) G.N.Backh.
266. Pterostylis tenuissima Nicholls
267. Pterostylis terminalis (D.L.Jones & R.J.Bates) J.M.H.Shaw
268. Pterostylis thulia (D.L.Jones) Janes & Duretto
269. Pterostylis timorensis Schuit. & J.J.Verm.
270. Pterostylis timothyi (D.L.Jones) Janes & Duretto
271. Pterostylis torquata D.L.Jones
272. Pterostylis × toveyana Ewart & Sharman
273. Pterostylis tristis Colenso
274. Pterostylis trullifolia Hook.f.
275. Pterostylis truncata Fitzg.
276. Pterostylis tryphera (D.L.Jones & C.J.French) D.L.Jones & C.J.French
277. Pterostylis tunstallii D.L.Jones & M.A.Clem.
278. Pterostylis turfosa Endl.
279. Pterostylis tylosa (D.L.Jones & C.J.French) D.L.Jones & C.J.French
280. Pterostylis uliginosa D.L.Jones
281. Pterostylis umbrina (D.L.Jones) G.N.Backh.
282. Pterostylis unicornis (D.L.Jones) D.L.Jones
283. Pterostylis valida (Nicholls) D.L.Jones
284. Pterostylis venosa Colenso
285. Pterostylis ventricosa (D.L.Jones) G.N.Backh.
286. Pterostylis venusta (D.L.Jones) D.L.Jones
287. Pterostylis vernalis (D.L.Jones) G.N.Backh.
288. Pterostylis vescula (D.L.Jones) D.L.Jones
289. Pterostylis virens (D.L.Jones & C.J.French) D.L.Jones & C.J.French
290. Pterostylis viriosa (D.L.Jones) R.J.Bates
291. Pterostylis vitrea (D.L.Jones) Bostock
292. Pterostylis vittata Lindl.
293. Pterostylis voigtii D.L.Jones & C.J.French
294. Pterostylis wapstrarum D.L.Jones
295. Pterostylis williamsonii D.L.Jones
296. Pterostylis woollsii Fitzg.
297. Pterostylis xerampelina (D.L.Jones & C.J.French) D.L.Jones & C.J.French
298. Pterostylis xerophila M.A.Clem.
299. Pterostylis zebrina (D.L.Jones & C.J.French) D.L.Jones
300. Pterostylis ziegeleri D.L.Jones

## Vanjske poveznice
- African Orchids